# Rumble Roses
Rumble Roses, también conocido como WWX: Rumble Rose, es un videojuego de lucha libre femenina del 2004 para la PlayStation 2. Fue desarrollado por Konami y YUKE's Future Media Creators. En el 2006 salió una versión para Xbox 360 llamada Rumble Roses XX.

## Personajes
El combate es entre una chica buena contra una mala. Cada personaje
puede ser seleccionado en las dos versiones. A continuación figura el nombre de las dos versiones para cada luchadora:
- Aigle / Killer Khan
- Aisha / Showbiz
- Anesthesia / Dr. Cutter
- Becky /Candy Cane (AKA: Rebecca Welsh)
- Dixie Clements / Sgt. Clements
- Judgement / Bloody Shadow
- Lady X / Lady X Substance
- Makoto Aihara / The BBD (Black Belt Demon)
- Miss Spencer / Mistress Spencer
- Noble Rose / Evil Rose
- Reiko Hinomoto / Rowdy Reiko